# Gloria (Cilea)
Gloria és una òpera tràgica en tres actes, amb música de Francesco Cilea i un llibret en italià d'Arturo Colautti. Es tracta d'una variant de la història de Romeu i Julieta, portada a la Siena del segle xiv. El llibret està basat en l'obra La Haine (L'odi) de Victorien Sardou (1874). L'estrena de l'òpera va tenir lloc el 15 d'abril de 1907, al Teatro alla Scala de Milà, sota la direcció d'Arturo Toscanini, amb Salomea Krusceniski en el paper principal.
Gloria va ser un fracàs en la seva estrena i va ser retirada de cartell després de només dues representacions. La revisió de 1932 va rebre una millor acollida. Va ser l'última òpera de Cilea en ser escenificada. En els 43 anys posteriors a l'estrena de Gloria, Cilea va treballar sobre dues o tres òperes, que mai van ser interpretades, i va continuar component música orquestral i de cambra.

## Origen i context
Com en les òperes més primerenques de Cilea, L'arlesiana (1897) i Adriana Lecouvreur (1902), Gloria agafa el seu títol de la protagonista principal femenina. Aquesta vegada va ser Arturo Colautti, qui també havia escrit el llibret per l'òpera Adriana Lecouvreur, qui va escriure el llibret, basant-se en l'obra dramàtica La Haine de Victorien Sardou, un conte tràgic de dos amants atrapats pel conflicte entre els güelfs i els gibel·lins, a la Siena del segle xiv. Cilea va compondre Gloria mentre residia en la regió de Ligúria, a la ciutat de Varazze, a la qual va viure al final de la seva vida.

## Representacions
L'estrena de l'òpera va tenir lloc el 15 d'abril de 1907 a La Scala de Milà, sota la direcció d'Arturo Toscanini. Els papers principals van ser cantants per Salomea Krusceniski, amb Pasquale Amato com el seu germà Folco i Giovanni Zenatello com el seu amant Lionetto. Malgrat aquest important repartiment i direcció, l'estrena va suposar un fracàs, i l'òpera va ser retirada després de dues representacions. Va ser representada de nou a Roma i Gènova l'any 1908, i un altre cop el 1909 al Teatro San Carlo de Nàpols, amb Emma Carelli al paper de Gloria. Malgrat que la recepció a Nàpols va ser força favorable, l'òpera no va aconseguir fer-se un lloc al repertori habitual dels teatres italians d'òpera.
Cilea va continuar revisant la partitura de Gloria al llarg dels 20 anys següents a aquelles primeres representacions. Pietro Ostali, un gran admirador del compositor, va adquirir l'editorial Casa Sonzogno (l'editor original de les òperes de Cilea), i llavors va decidir promoure una revifada de l'obra. La segona versió de l'òpera, amb un llibret revisat per Ettore Moschino, va patir talls força extensos, segons els suggeriment d'Ostali, els més notables a l'escena de la confrontació entre Folco i Lionetto del segon acte. En aquesta versió, el nom del personatge Folco va ser canviat a Bardo.
Aquesta nova versió va ser estrenada el 20 d'abril de 1932 al Teatro San Carlo de Nàpols, i va ser ben rebuda per l'audiència napolitana. Va tenir també una formidable producció a Roma l'any 1938, amb Maria Caniglia i Beniamino Gigli als papers principals. L'escenari va ser dissenyat per l'arquitecte i escultor Pietro Aschieri. Malgrat que va tenir també una estrena exitosa en alemany al Dortmund Stadttheater, i el mateix any a les representacions a l'exterior del Castell Sforzesco de Milà i de Piazza Baraccano de Bolonya, a finals dels anys 1930 Gloria va caure en l'oblit, un cop més.

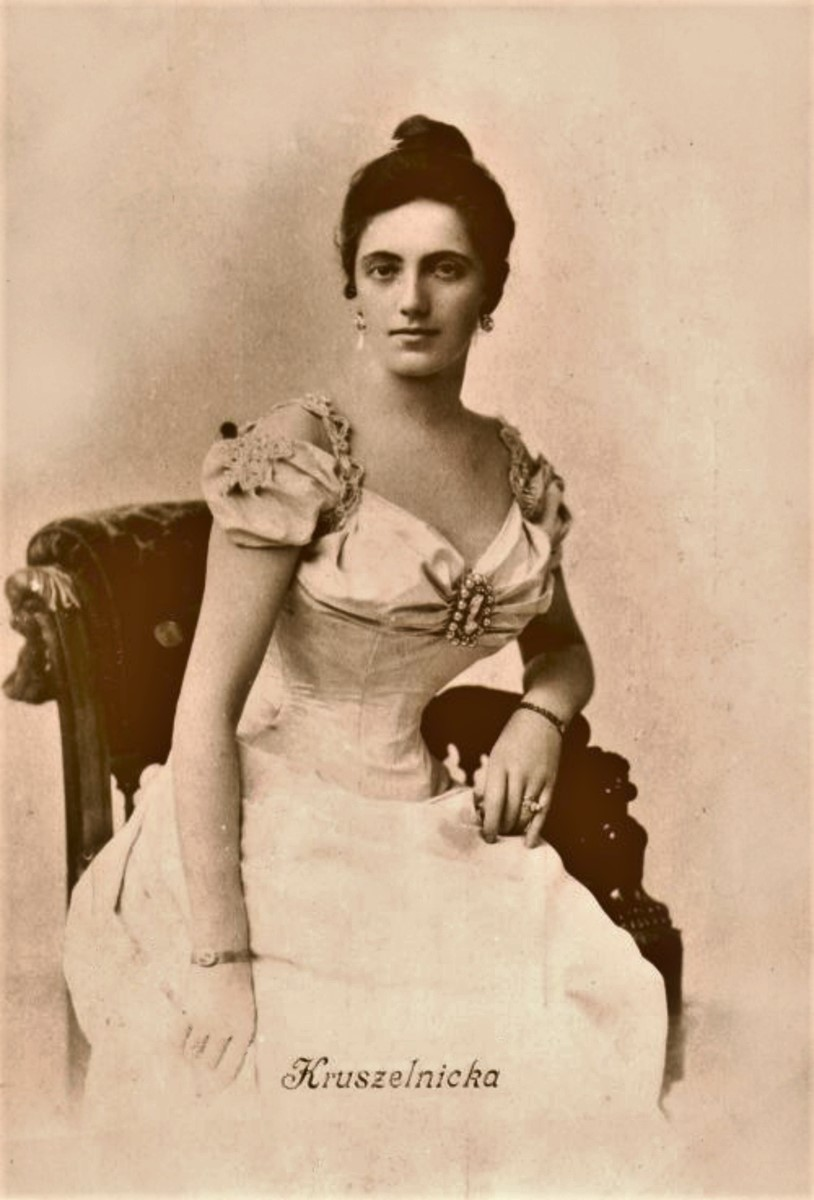
Salomea Krusceniski, qui va cantar el paper femení principal a l'estrena de 1907

Hi va haver, però, dues representacions més al segle xx. El 1969 l'òpera va ser retransmesa per ràdio per primera vegada. Fernando Previtali va dirigir l'Orquestra Simfònica i Cors de la RAI a Torí. Els papers principals van ser cantats per Margherita Roberti i Flaviano Labò. El 1997 Gloria va ser interpretada a l'aire lliure al Festival San Gimignano, el qual fa servir els edificis medievals de la ciutat com a escenari. Marco Pace va dirigir l'Orquestra del Festival de San Gimignano i el Cor de l'Accademia San Felice, amb Fiorenza Cedolins fent el paper de Gloria i Alberto Cupido el de Lionetto.

## Personatges
| Paper                                                                        | Tipus de veu | Estrena, 15 d'abril de 1907 (director: Arturo Toscanini) |
| ---------------------------------------------------------------------------- | ------------ | -------------------------------------------------------- |
| Aquilante de' Bardi, un noble güelph                                         | baix         | Nazzareno De Angelis                                     |
| Gloria, filla d'Aquilante                                                    | soprano      | Salomea Krusceniski                                      |
| Folco (Bardo), fill d'Aquilante                                              | baríton      | Pasquale Amato                                           |
| Lionetto de' Ricci ("Il Fortebrando"), un capità gibel·lí                    | tenor        | Giovanni Zenatello                                       |
| Dona de Siena                                                                | soprano      | Nilde Ponzano                                            |
| Dona de Orvieto                                                              | mezzosoprano | Adele Ponzano                                            |
| El bisbe                                                                     | baix         | Costantino Thos                                          |
| Nobles, gent del poble, oficials, guàrdies, dignataris civils i eclesiàstics |              |                                                          |

## Argument
Lloc: Siena
Època: segle XIV
Acte 1

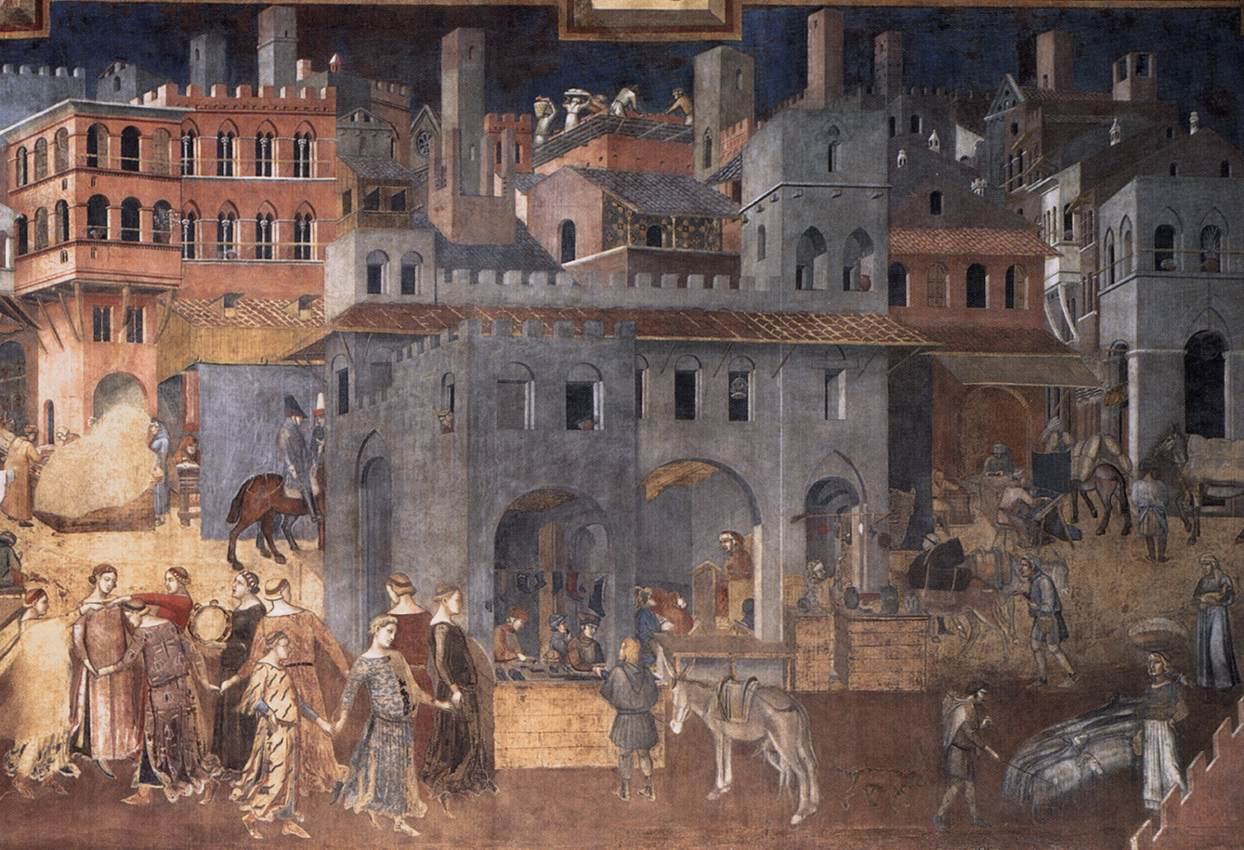
Siena en el, descrit per Ambrogio Lorenzetti

En la celebració d'una nova font a la plaça principal de Siena, els güelfs, que actualment ocupen la ciutat, declaren una treva temporal amb els gibel·lins exiliats i els permeten entrar a Siena per les festivitats, amb la condició de que vagin desarmats i surtin de la ciutat al capvespre. Un cor de dones joves canta les lloances de la font, "Oh! Puri marmi" (Oh! Marbre pur). Lionetto de 'Ricci, un dels exiliats, i Gloria, la filla del noble güelf Aquilante de' Bardi, se senten atrets l'un per l'altre quan ell dona aigua per beure de la font a Lionetto. Gloria canta "Amore, amor! Fonte muta" (Amor, amor! Font silenciosa). El seu germà, Bardo, exigeix saber el nom de l'exiliat. Lionetto explica la història de la seva família, "Storia ho di sangue" (La meva història és una de sang), i Aquilante s'adona que Lionetto és el fill del noble que prèviament havia lliurat Montalcino als gibel·lins. Al vespre, Lionetto es nega a sortir de la ciutat a menys que pugui prendre Gloria com a la seva núvia. Enmig de les protestes irades de Aquilante, Bardo, i els altres nobles güelfs, la capa d'Lionetto cau, revelant no només que ell va armat, sinó també què és un famós condottiero de les forces gibel·lines, conegut com "Il Fortebrando". Els homes de Lionetto, que també havien amagat les seves espases, acudeixen en ajuda del seu capità. Ells i Lionetto fugen de Siena portant la Gloria amb ells.
Acte 2
Fora dels murs de Siena, Lionetto i les forces gibel·lines continuen el setge de la ciutat. Gloria es troba detinguda en una de les cambres sota la mirada d'una dona de Siena. La dona l'insta a acceptar Lionetto com el seu marit, la qual cosa provocaria la pau entre les dues faccions i evitaria la destrucció de Siena, cantant "Prigioniera d'amor" (Presonera de l'amor). Gloria es debat entre el seu amor per Lionetto i la lleialtat al seu pare i al poble de Siena: "Oh mia cuna fiorita" (Oh, el meu bressol florit!). El germà de Gloria, Bardo, entra a la cambra de Gloria disfressat i li retreu haver traït a la seva gent i causat la mort del seu pare, qui acaba de ser mort en la defensa de Siena. Ella li diu a Bardo que planeja casar-se amb Lionetto com un sacrifici per posar fi a la lluita, però ell exigeix a Gloria que mati a Lionetto. Aterrida per la sang que du, Gloria es nega a prendre la daga que li ofereix Bardo, però promet a canvi enverinar Lionetto. Bardo canta la seva admiració per ella, "O mia dolce sorella" (Oh, la meva dolça germana), i se'n va. Gloria canta una pregària a la Mare de Déu, "Vergine Santa". Després d'un interludi musical, Lionetto torna de la batalla. S'agenolla davant la Gloria i li diu que per amor a ella, ell ha posat fi a l'estat de setge, cantant "Pur dolente son io" (Mentre estic adolorit). Ella intenta beure's el verí en comptes de matar el Lionetto. Però ell dona un cop al got de vi enverinat, que cau per terra, i aleshores ella declara obertament el seu amor per ell.
Acte 3
El casament de Gloria i Lionetto té lloc a la capella de la família de Gloria, amb la tomba del seu pare al fons. El bisbe i el cor canten un Magnificat. Després de la cerimònia, Lionetto abraça Bardo com a signe de la pau. Bardo treu una daga de sota la seva capa i apunyala Lionetto, ferint-lo de mort. Bardo llavors tracta de forçar Gloria a sortir de la capella, però ella, trasbalsada de dolor, es nega a sortir. Els sons de la batalla s'escolten, i Bardo es precipita fora amb els seus homes. Gloria i Lionetto són ara sols i s'acomiaden l'un de l'altre mentre ell mor, cantant "Gloria, ove sei?" (Gloria, on ets?) Quan Lionetto mor, Gloria agafa la daga que li havia matat, s'apunyala fins a la mort, i cau sobre el cos de Lionetto.

## Enregistraments
L'òpera ha tingut dos enregistraments complets, tots dos d'actuacions en directe. L'emissió radiofònica de la RAI conduïda per Fernando Previtali de l'any 1969 va ser publicada en una versió remasteritzada de Bongiovanni Rècords l'any 2005. La representació al Festival San Gimignano de 1997, conduïda per Marco Pace, va ser publicada per Kicco Classic el 1998. Uns extractes de Gloria apareixen en Verismo (Decca Classics, 2009), amb Renée Fleming cantant l'ària de Gloria "O mia cuna fiorita". L'ària del personatge Lionetto anomenada "Pur dolente fill io" apareix ocasionalment en discs de recitals de tenors.